# Olynthus punctum
Espèce
Olynthus punctum est une espèce d'insectes lépidoptères (papillons) appartenant à la famille des Lycaenidae, à la sous-famille des Theclinae et au genre Olynthus.

## Dénomination
Olynthus punctum a été décrit par Gottlieb August Wilhelm Herrich-Schäffer en 1853 sous le nom initial de Thecla punctum.
Synonymes : Thecla stigmatos Druce, 1890; Olynthus ruberangulus Austin & Johnson, 1998.

### Nom vernaculaire
Olynthus punctum se nomme Punctum Hairstreak en anglais,.

## Description
Olynthus punctum est un petit papillon avec une fine et longue queue marron à chaque aile postérieure.
Le dessus des ailes est bleu turquoise, veiné et bordé de marron avec aux ailes antérieures une grosse tache ronde marron proche du milieu du bord costal.
Le revers est beige avec aux ailes postérieures une ligne postdiscale et une ligne submarginale discontinues formées de traits blancs doublés de marron et deux gros ocelles rouge dont un en position anale.

## Écologie et distribution
Olynthus punctum est présent en Colombie, au Brésil, au Surinam et en Guyane,,.

### Protection
Pas de statut de protection particulier.